# 天堂寺
天堂寺，藏文全名却典堂扎西达吉琅（མཆོད་རྟེན་ཐང་བཀྲིས་དར་རྒྱས་གླིང་།, mchod rten thang bkris dar rgyas gling ），位于中国甘肃省武威市天祝藏族自治县天堂镇，是一座藏传佛教格鲁派寺院。

## 历史
唐宪宗年间（806年至821年），此处原有一座苯教寺院“永中寺”。传说元朝至正二十年（1360年），噶玛巴·若贝多杰奉命赴北京途经此处，为消除兴风作浪的毒龙之害，兴建镇龙塔108座。由此，此地被称作“朝天堂”（藏语，意为“佛塔滩”），后来“朝天堂”的读音省略为“天堂”。从这时起，此地开始兴起藏传佛教噶玛噶举派，并兴建了一座噶玛噶举派寺院“琼察寺”。直到1950年代末，琼察寺遗址处尚存一座残缺的佛塔。
明朝中期，宗喀巴创立的藏传佛教格鲁派在西藏兴起。在华锐（即今天祝藏族自治县）藏区，格鲁派逐步取代噶玛噶举派。清朝顺治四年，青海湟源东科寺第四世东科活佛多居嘉措，应寺院以及华锐莫科、加室、朵仓等部落邀请，来到该寺任寺主，大规模扩建该寺，修建了大经堂等建筑。
明朝末年，噶玛噶举派寺院衰落，格鲁派证空高僧丹玛次成嘉措在此地兴建了若干禅房，率弟子学修，称为“禅林”，此即天堂寺的前身。清朝顺治四年（1647年），格鲁派第四世东科活佛多居嘉措，将禅林改为闻思学院，号称“天堂寺”。顺治九年（1652年），五世达赖赴北京途中，经过金强川的该寺时，为该寺赐名为“却典堂扎西达吉琅”（意为“宝塔滩吉祥振兴洲”），汉语音译为“朝天堂”寺，后来演变为“天堂寺”。 
天堂寺历史号称“黄河北部地区五大古寺”之一，盛期曾有常住僧人800余名，号称“天堂八百僧”。极盛期，天堂寺有佛殿10座，经堂40座，活佛府邸17座、庄院600余处、僧舍4000余间，寺院占地面积1000余亩，僧众最多时达1000余人。该寺为修学并举的格鲁派寺院，内设显宗学院（即“参尼扎仓”）和时轮学院，分别开设显宗五部（般若、中观、释量、戒律、俱舍）以及密宗学科，修学制度完备。
天堂寺为修学五部四续经学的学院式大寺，主体为闻思学院，下分时轮学院和密宗学院，共有经堂及佛殿13座，内藏装有一颗红枣大小的古迦叶佛佛骨的释迦牟尼佛像，装有舍利佛指骨的菩提宝塔等法物，以数万函佛经。寺内有许多塑像、壁画、雕刻、佛经、法器，以及木版印刷或者手抄的藏文经典及史料。清末常有云游僧人在此学经，清末还曾有两位西德人在此学习佛学。
天堂寺曾出过众多高僧，如清朝乾隆时期国师章嘉·若必多吉，以及土观·却吉尼玛，均曾在该寺接受启蒙教育。甘肃、青海地区藏传佛教的大部分寺院历史上多次遭战乱破坏，天堂寺则因位置险要，且有章嘉国师及东科活佛直接保护，建寺三百多年未遭战火和地震破坏。
天堂寺所在的天祝，本名“华锐”（藏语，意为“英雄的部落”），本地居民自称“华锐嘎布”（dpav-ris-dkar-po）。1936年，为了方便管理，成立天祝乡，其名取自其境内的天堂寺与祝贡寺的寺名首字，由此才有了“天祝”这一地名，演变至如今的天祝藏族自治县。
1950年代末到1970年代，天堂寺遭彻底破坏而沦为废墟。改革开放后，1981年天堂寺获准重新开放，寺院逐渐获得恢复重建。 
天堂寺为甘肃省文物保护单位，类型为古建筑，历史年代为清代。

## 建筑
天堂寺四周群山环抱，形成“八宝”的形状，符合《噶当宝典》中预言的观音圣地的样貌。如今天堂寺的主要建筑有：
- 宗喀巴大殿：又称见解脱大殿、千佛殿，2002年在多识仁波切主持下修建。[2][3]殿高35米[2]（一说27米[3]），其中有高23米、宽9.52米的木雕镀金宗喀巴像。殿中还有4000尊铜佛以及21尊木像。[2]
- 时轮学院：由清朝的第九世东科活佛于1840年创建。每年农历三月中旬，在此举办建坛修供时轮大法会，农历六月举办密集修供法会，农历七月举办普明坛超度法会，农历八月举办胜乐修供法会，等等。[2]
- 释迦牟尼殿：始建于18世纪初，由第五世东科活佛主持兴建。殿中主供释迦牟尼，高五米多，为香泥塑镀金像，胸间藏有鸡蛋大的一颗迦叶佛舍利。19世纪中叶，西康仁波切在该释迦牟尼像上加上金冠，改为报身佛，藏语称“觉”。 [2]
- 密宗殿[3]

## 奇石
2007年4月10日，有民众在天堂寺附近发现一块形似“龟驮宝盆”或“龙护宝盆”的大型奇石，位于大通河中。藏学专家初步认定其为古老的佛经中记载的大通河河神供奉佛祖、天堂寺佑寺山神阿弥热高保护的“聚宝盆”。该石重40.9吨，表面直径长5.1米，宽4.9米，侧高1.9米。该石石质为花岗岩，自河中位置南侧望去，形似一只乌龟背负一莲花状宝盆，盆内注水，似一大型砚台；从西侧望去，像一卧牛；从北侧望去，像一神龙守护一朵莲花。该石莲花状的凹槽内，有两块圆形石头，民众称为“龙眼石”，被当地一居民抱回家中。该石周围还有两块与之匹配的石头拱卫，一块为“靠背石”，另一块是与其颈部吻合的凹槽，称“枕头石”。
佛经记载，天堂寺有奇宝，即大通河河神供奉给佛祖的“美玉聚宝盆”，天堂寺高僧世代相传该聚宝盆由大通河沿岸十三位佑寺山神之一的阿弥热高山神保护。每逢枯水期，阿弥热高神山下的大通河段水面便会有寿龟驮宝盆的奇石显出，僧俗无不膜拜，认为乃是祥瑞之兆。
发现奇石后，经过9天努力，将该石从大通河河底运出，运达天堂寺。